# Alexandre Allard
Alexandre Allard (Washington, 1 de outubro de 1968) é um empreendedor francês conhecido pela criação e venda da companhia Consodata, e pela reabilitação do hotel Royal Monceau em Paris. Desde 2011, ele desenvolve o que está sendo considerado como o mais valioso projeto privado de regeneração urbana e restauro de patrimônio histórico do Brasil, a Cidade Matarazzo, onde está localizado o hotel Rosewood São Paulo. 
O empresário também é cofundador da AYA Earth Partners, o maior ecossistema para acelerar a economia de baixo carbono do Brasil, localizada também na cidade de São Paulo.

## Infância
Primogênito de uma família de três filhos, seu pai era engenheiro público e sua mãe professora de matemática. Até os 15 anos, ele cresceu nos bairros de Abidjan na Costa do Marfim. Em 1984, ele chegou à França, onde foi internado como aluno do pensionato Saint Martin de France até a obtenção do seu diploma de segundo grau.

## Empresas de Tecnologia e Microcrédito

### Começo
Após a obtenção do seu diploma de segundo grau, ele iniciou suas atividades de empreendedor estabelecendo seu primeiro escritório num antigo açougue na cidade de Puteaux. Ele desenvolveu SeaWay Promer Sarl em 1987, empresa de Edição Assistida por Computador (DTP) com o seu primo Pierre-Yves Gires.
Em 1990, ele constituiu Équation Graphique, uma empresa especializada na direção artística de jornais e revistas. Em 1991, ele criou PSCHITT junto com Laurent Tordjman, precursor na gravura numérica. Por duas vezes ele foi reconhecido pelo prêmio dos jovens empreendedores pela Associação Jacques Douce (prêmio atribuído às personalidades do mundo empresarial com menos de 30 anos) para suas iniciativas entre os anos 1990 e 1992.
Em 1991, ele criou a sociedade Diacom SA com Gérard Bonvicini, especialista na concepção de banco de dados e de sistemas de colheita de informações. Junto com Jacques Séguéla, Mondher Abdenader e Franck Tapiro ele lançou Os Infomerciais. As propagandas contavam com atores como Daniel Gélin, Christophe Malavoy ou Éric Cantona facilitando a captação da atenção de um público amplo e seduzindo canais de televisão. Diacom SA se tornou assim a realizadora de anúncio de grandes grupos publicitários como RSCG e seus clientes dentro os quais BMW, L’Oreal, Danone, Procter & Gamble.[carece de fontes] A campanha da marca Phillips criada pela Diacom SA foi reconhecida pelo prêmio Effie da eficácia publicitária em 1995.[carece de fontes]

### Consodata
Em 1994, enquanto o marketing individual começava a ganhar espaço na publicidade, Alexandre Allard encontrou Marc Hénon. Juntos, eles criaram um banco de dados compartilhados pelos anunciadores. Alexandre Allard vendeu suas outras companhias para se consagrar no desenvolvimento mundial desta nova companhia. Em cinco anos, Consodata se tornou líder no mercado de ficheiro de consumidores assim como a maior base de dados no mundo, com 580 milhões de lares e mais de 1000 clientes[carece de fontes]. A companhia foi introduzida no novo mercado da bolsa de Paris em 1999. Em 2000, Consodata foi adquirida por um grupo de telecomunicações italiano Telecom Itália pelo valor de 500 milhões de Euros.[carece de fontes]

### MicroWorld
Membro do Conselho de Administração do Groupe PlaNet Finance, Alexandre Allard lançou uma plataforma de microcrédito para empreendedores chamada MicroWorld. Desde 2010 ele é o co-presidente da companhia MicroWorld.

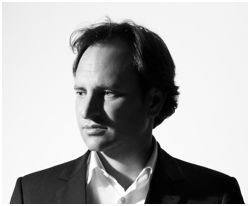
Alexandre Allard

## Cultura e Patrimônio
A partir dos anos 2000, ele se dedicou a projetos de reabilitação imobiliária.

### Qianmen
Alexandre Allard desenvolveu operações em Paris, na Espanha, em Roma, em Londres, em Miami e no Marrocos para renovar prédios históricos. Em 2004, ele se lançou num projeto de reabilitação de Qianmen, um bairro do centro histórico da cidade de Pequim. Em 2006, associado a Christophe Dorey, ele conseguiu, pela cidade de Beijing, que o bairro fosse protegido e classificado no patrimônio cultural.[carece de fontes]

### Royal Monceau
Após uma tentativa sem sucesso de adquirir em 2006 o centro de conferência do Ministério do Exterior (equivalente ao Itamaraty) por 368 000 000,00 euros[carece de fontes?], Alexandre Allard comprou o Royal Monceau, então confrontado com grandes dificuldades financeiras em junho de 2007. A renovação foi lançada através de um leilão organizado por Pierre Cornette de Saint Cyr arrecadando 3,3 milhões de euros[carece de fontes?].

### Demolition party
No dia 26 de junho de 2008, o Alexandre Allard reuniu numa performance artística convidados famosos que vieram do mundo inteiro. Equipados com capacetes de obras e martelo, demoliram os quartos e as salas do hotel. A performance foi acompanhada por 20 artistas como André, Chen Man, Wang du, Arne Quinze, Jean Baptiste Mondino, Roberto Cabot, Xavier Veilhan, Philippe Perrin, Adel Abdessemed, John Nollet e Olympia Scary. Em 2008 evento ganhou o prêmio de Cannes e o grande prêmio Stratégies de melhor evento.[carece de fontes?]

### O Renascimento do Royal Monceau
Alexandre Allard chamou o designer Philippe Starck para redefinir o espirito do lugar. O hotel, que reabriu em 2010, recebeu as aclamações da crítica: foi eleito melhor hotel da Europa, melhor spa, melhor restaurante segundo o guia Michelin, CondèNast Traveler, Palace, Virtuoso, Forbes[carece de fontes?] e o melhor hotel na França pelo TripAdvisor.

### O Hôtel de la Marine
Com Jean Nouvel e Renaud Donnedieu de Vabres, ele propôs um projeto para o hotel da Marinha (Hôtel de la Marine) que se encontrava então em processo de licitação. Ocupado pelo Estado-Maior da Marinha, este monumento ia ser abandonado pelo Ministério da Defesa, que iria centralizar suas atividades no novo "Pentágono francês” no bairro Balard, em Paris. A candidatura para a licitação foi protocolada em janeiro de 2011. O projeto se revelou sob o nome de "La Royale".
Segundo seus criadores, este projeto destinava-se a transformar o Hotel da Marinha num espaço aberto, consagrado à arte e ao artesanato fino. para promover a criação e acolher mecenas e artistas. Apoiados pela Associação Nacional dos Mestres Artesãos e os Grandes Ateliers da França, o monumento receberia também o artesanato de alta qualidade. “Nos dois pátios abrindo sobre a Corte Real, podem ser juntados 150 artesãos de alta qualidade” declarou Alexandre Allard. Os salões e os pátios, abertos ao público, teriam acolhido exposições temporárias. O projeto enfrentou críticas e reticências ligadas ao caráter histórico do monumento desconsiderando totalmente o compromisso em reabilita-lo. Frente ao tamanho da polêmica, Nicolas Sarkozy decidiu suspender a licitação designando Valery Giscard d’Estaing, que havia expressado seu desejo em deixar o monumento sob responsabilidade do Estado, como presidente de uma comissão encarregada de pensar sobre o futuro do monumento. Desconsiderando uma carta aberta publicada no Jornal Le Monde e assinada por 181 personalidades do mundo criativo que apoiaram o projeto como, por exemplo, Johnny Hallyday, Daniel Buren, Yannick Noah e o navegador Olivier de Kersauson, a comissão devolveu no dia 19 de setembro de 2011 um relatório preconizando manter a ocupação administrativa do monumento e a devolução dos salões históricos com vista para a Concorde ao Museu do Louvre. No dia 24 de janeiro de 2012, Nicolas Sarkozy confirmou em seus votos à imprensa a sua intenção em seguir o parecer da comissão.

### Cidade Matarazzo
Alex Allard é o fundador da Cidade Matarazzo, nascida com o propósito de criar uma comunidade vibrante e apaixonada por arte, gastronomia, moda e bem-estar, que valoriza voltar para suas origens e ancestralidade num projeto multidisciplinar e global de estilo de vida. O espaço traz um modelo inspirador para o futuro da vida urbana - um lugar onde as pessoas, a cultura e a natureza coexistem e prosperam juntas, com um projeto de hospitalidade diferenciado e inovador, que traz a natureza para dentro da vida urbana de São Paulo, misturando um edifício antigo com a arte contemporânea. 
O complexo abriga, desde 2022, o Hotel Rosewood São Paulo, o primeiro hotel do grupo Rosewood na América do Sul, projetado pelo arquiteto Jean Nouvel, vencedor do Prêmio Pritzker, e com assinatura criativa de Philippe Starck atrás das portas.
Dos tapetes ao muro, só se vê arte, em uma coleção permanente com 400 obras de 57 artista brasileiros expostos do lobby aos jardins, com um corredor onde exposições efêmeras acontecem. O hotel conta com três restaurantes nomeados, três piscinas e um jazz club, o famoso Rabo Di Galo.
O Blaise, um dos restaurantes que nos transporta na cabine do escritor franco-suíço Blaise Cendrars, e inspira o artista brasileiro Fernando de La Rocque a criar um espaço caloroso onde se pode encontrar azulejos de parede pintados à mão. 
Assinado pelo renomado chef Felipe Bronze,  Taraz, apresenta um cardápio cuidadosamente elaborado, com ênfase em pratos para serem compartilhados. O fogo é o protagonista, seja na churrasqueira a lenha ou no carvão, conferindo um sabor único às carnes e legumes grelhados de alta qualidade. Além disso, o menu também oferece pratos que capturam os sabores intensos e característicos da culinária brasileira.
Le Jardin com uma convidativa combinação de mesas internas e ao ar livre, o Le Jardin oferece um elegante espaço interno, uma varanda pet friendly e um pátio tranquilo sob as copas das árvores, numa evolução sofisticada do típico lounge do lobby do hotel. Aberto 24h, serve café da manhã, almoço, lanches leves, jantar, sobremesas e uma grande variedade de bebidas, além de menus de cafés, chás especiais e menu kosher disponível mediante reserva. 
Também faz parte do complexo a capela Santa Luzia, construída em 1922 e tombada pelo patrimônio artístico e cultural em 1986. Para ser reaberta no fim de 2021, passou por um engenhoso processo de restauração, preservando suas características originais, como a fachada neoclássica que imita mármore. Durante o restauro, a capela foi mantida intacta por um plano estrutural que a manteve em pé, mesmo com o desaterro do terreno em baixo dela. 
A Torre Mata Atlântica, criada por Jean Nouvel, com árvores que atingem até 23 metros de altura já é um cartão-postal da cidade. A construção foi concebida para se destacar na paisagem urbana de a São Paulo e ser reconhecida mesmo à distância. Os espaços interiores, projetados por Philippe Starck, refletem a sofisticação presente em nosso ambiente.
Com uma iluminação que contribui significativamente para a estética do espaço, materiais inovadores e elementos de vanguarda, o projeto verdadeiramente representa a arquitetura do futuro.  Com 25 andares, a imponente Torre Mata Atlântica abriga 104 quartos do Hotel Rosewood São Paulo e 119 suítes hoteleiras.
Em março de 2023, o complexo ganhou mais uma etapa com a inauguração da sede da AYA Earth Partners, o maior ecossistema do país dedicado a soluções para uma economia regenerativa e carbono zero. A empresa dos fundadores Alex Allard e Patricia Ellen, ex-secretária de desenvolvimento econômico do governo do Estado de São Paulo, já nasceu com mais de 30 membros engajados na jornada carbono e na aceleração da economia regenerativa.
O AYA Hub funciona dentro de um edifício corporativo com projeto sustentável que proporciona uma experiência única de contato com a natureza e troca de experiências entre os membros da comunidade. Dentro dele, muitos espaços exclusivos foram imaginados para a partilha e a união dos usuários, como o bar central, o speak easy, uma sala individual para realizar reuniões, o confortável auditório para eventos ou sessões de capacitação, sem esquecer o rooftop vegetalizado adjacente aos painéis solares com uma vista deslumbrante dos edifícios tombados e restaurados da Cidade Matarazzo e da icônica torre Mata Atlântica, projetada por Jean Nouvel.
Até 2024, a Cidade Matarazzo terá um centro cultural de primeiro mundo, uma fashion megastore com mais de 70 marcas exclusivas no Brasil, cerca de 40 pontos de gastronomia, projeto de saúde e longevidade e mais.
História do local
Antes da compra e restauro realizada pelo Grupo Allard, neste local funcionou o Hospital Umberto I, popularmente conhecido como Hospital Matarazzo e a Maternidade Condessa Filomena Matarazzo, erguidos em 1904 e 1943, respectivamente. Idealizado pelo Conde Francesco Matarazzo, imigrante italiano tido como um dos maiores industrialistas do século XX, o antigo hospital foi desativado em 1993 e permaneceu abandonado durante vinte anos até ser descoberto e adquirido pelo empresário Alexandre Allard em 2007. Em um contexto de convergências únicas, uma vila construída em arquitetura toscana original do século XX, lugar de nascimentos, cura, e cuidados com o ser humano, apresentamos Cidade Matarazzo, novo símbolo de São Paulo. Com profundo respeito à memória do local, o empreendimento já conta com três intervenções arquitetônicas contemporâneas erguidas em diálogo com construções históricas.
Made by... Feito por Brasileiros
Apresentado como a prefiguração do espirito da Cidade Matarazzo, uma “Invasão Criativa” no Hospital Umberto I, concebida pelo Alexandre Allard convidou 100 artistas brasileiros e internacionais em setembro e outubro de 2014 para uma exposição aberta ao público. Estavam presentes artistas como Tunga, Beatriz Milhazes, Vik Muniz, Xavier Veilhan, Jean-Michel Othoniel, Joana Vasconcelos, Laura Vinci, José Miguel Wisnik, Cinthia Marcelle, Douglas White, Dora Longo Bahia, Paulo Nimer Pjota, Rochelle Costi, Arne Quinze, Valter Lano, Artur Lescher, Maria Thereza Alves, Delphine Gigoux Martin, Sofia Borges, Daniel de Paula, Oskar Metsavaht, Maurício Dias e Walter Riedweg, Sonia Gomes, Jean-Luc Favéro, Elisa Pône, Nino Cais, Nuno Ramos, Henrique Oliveira, Iran do Espírito Santo, Janaína Tschäpe, Rodrigo Bueno, Julio Villani, Juraci Dórea, Lia Chaia, Daniel Senise, Studio Drift, Lucas Simões, Marcelo Jácome, Reginaldo Pereira, Francesca Woodman, Charlie Case, Marcia Xavier, Rivane Neuenschwander, Maria Neponucemo, e Lygia Clark, entre outros.
A Associação de Crítica de Artes na cidade, APCA, recompensou o Made by...Feito por Brasileiros com o prêmio de melhor iniciativa cultural de 2014.

## Moda e Economia Criativa
Desde de 2005, Alexandre Allard cria empresas que tenham por intuito federar e valorizar as profissões criativas.

### L'Architecture d'Aujourd'hui
Abandonada no começo dos anos 2000, Alexandre Allard se juntou a Jean Nouvel e François Fontes para comprar a revista A Arquitetura de Hoje. Alexandre Allard trabalhou para o lançamento da nova formula que voltou com sua periodicidade tradicional desde setembro 2009.[carece de fontes?] Desde então ele é o proprietário e diretor da revista criada nos anos 1930 por André Bloc. Reunindo arquitetos franceses e internacionais num comité de redação, A Arquitetura de Hoje é um espaço de diálogo e debates ligados aos temas da construção, da urbanização das cidades, do desenvolvimento sustentável etc.

### Balmain
Allard se tornou sócio da marca de alta costura Balmain em 2005, acompanhando Alain Hivelin no renascimento da marca.

### Faith Connexion
Em 2009, Alexandre Allard comprou a marca parisiense Faith Connexion. Com uma nova equipe de estilista, a marca desenvolveu parcerias com a atriz americana Annabelle Dexter Jones em 2012 e uma coleção capsula para a modelo brasileira Isabeli Fontana em 2013. A partir de 2014 a marca aumentou a sua equipe de criação, desenvolvendo em paralelo uma linha masculina. Em 2014, Faith Connexion lançou um novo modelo econômico batizado de Circle of Faith, que se apoia em um novo intuito de reequilibrar a repartição econômica entre a marca e seus representantes, assim como o de promover novos talentos. 

## Títulos e Recompensas
- 1990:     Prêmio “Jacques Douce” recompensando jovem empreendedor de menos de 30 anos
- 1992:     Prêmio “Jacques Douce” recompensando jovem empreendedor de menos de 30 anos
- 1996:     Prêmio “Oracle” do melhor desenvolvedor para a empresa Consodata
- 2008:     Lions Cannes do melhor evento para a Demolition Party
- 2014:     Prêmio APCA Brasil do melhor evento cultural pela exposição Made by...Feito por Brasileiros[6]
- 2017:     Prêmio da Camera do comercio Franco-Brasileira da personalidade do ano[13]
- 2018:     Medalha São Paulo homenageando as atividades empreendedoras na cidade
- 2022: Prêmio de Empreendedor do Ano de 2022 do Estado de São Paulo, concedido pela primeira vez a um estrangeiro em 137 anos.